# Kaffeeerlass
Der sogenannte Kaffeeerlass (oder Kaffee-Erlass) wurde am 16. Februar 2005 vom deutschen Bundesministerium der Finanzen herausgegeben. Es handelt sich um eine verwaltungsinterne Vorschrift (Aktenzeichen Z B1 – P 1011-9/04) zur Regelung der Korruptionsvorsorge, die für alle Beschäftigten der Bundeszoll- und Bundesfinanzverwaltung gilt. Neben anderem ist es Beamten, die kontrollierende, prüfende und überwachende Tätigkeiten ausüben, dadurch verboten, jede noch so geringe Vergünstigung anzunehmen.
Der Erlass stieß bei den Betroffenen auf Kritik, da er auch die Möglichkeit einschränkt, harmlose Höflichkeitsangebote wie zum Beispiel ein Glas Wasser oder eine Tasse Kaffee anzunehmen. Ebenso werden damit Geldsammlungen unter den Beschäftigten selbst verboten (beispielsweise bei Dienstjubiläen, Hochzeiten, Geburtstagen, Pensionierung usw.).
Bundesfinanzminister Peer Steinbrück hatte am 3. Februar 2006 bei einer Personalversammlung im Bundesministerium der Finanzen den so genannten Kaffee-Erlass als „Schwachsinn“ bezeichnet.
Mit Erlass Z B 1 - P 1011/06/0001 vom 4. Mai 2006 wurde der Kaffeeerlass dahingehend geändert, dass Erfrischungsgetränke und dazu gereichtes Gebäck angenommen werden dürfen, um ein den Regeln der Höflichkeit gebührendes Verhalten der Mitarbeiter zu ermöglichen. Ebenso dürfen die Mitarbeiter gegen Entrichtung des üblichen Entgelts Kantinen nutzen. Weiterhin ausgeschlossen sind sämtliche darüber hinausgehende Dienstleistungen Privater, wie beispielsweise die Abholung eines Außenprüfers am Bahnhof durch einen Fahrer der zu prüfenden Firma. Jegliche Annahme von über die Erfrischungsgetränke und das Gebäck hinausgehenden Zuwendungen (Werbegeschenke wie Kugelschreiber, Schreibblöcke usw.) ist weiterhin untersagt, auch wenn deren Wert nur geringfügig ist.